# Niveiro
Niveiro (llamada oficialmente San Vicente de Niveiro) es una parroquia española del municipio de Valle del Dubra, en la provincia de La Coruña, Galicia.

## Entidades de población
Entidades de población que forman parte de la parroquia:
- A Igrexa
- Algaria (A Algaria)
- Barral (O Barral)
- Campana Arriba
- Nariño
- Niveiro do Medio
- Pedragosa (A Pedregosa)
- Rocha (A Rocha)
- Torrebranca (A Torre Branca)
- Xeixal (O Seixal)

## Demografía
| Gráfica de evolución demográfica de Niveiro entre 2000 y 2019 |
|                                                               |
| Datos según el nomenclátor publicado por el INE.              |